# Biathlon ai XXIII Giochi olimpici invernali - Staffetta mista 2x6 km + 2x7,5 km
La gara della staffetta mista 2x6 km + 2x7,5 km di biathlon dei XXIII Giochi olimpici invernali di Pyeongchang si è svolta il 20 febbraio 2018, a partire dalle ore 20:15 (UTC+9), presso il centro di biathlon di Alpensia.
La squadra francese ha conquistato la medaglia d'oro, mentre l'argento e il bronzo sono andati rispettivamente alla squadra norvegese e a quella italiana.

## Risultati
| Pos.    | Nº | Nazione                                                                                     | Tempo                                     | Errori (P+S)                             | Distacco |
| ------- | -- | ------------------------------------------------------------------------------------------- | ----------------------------------------- | ---------------------------------------- | -------- |
| Oro     | 7  | Francia Marie Dorin Habert Anaïs Bescond Simon Desthieux Martin Fourcade                    | 1h08'34"3 15'51"1 16'46"4 17'58"4         | 4 (1+3) 0 (0+0) 4 (1+3) 0 (0+0)          | -        |
| Argento | 1  | Norvegia Marte Olsbu Tiril Eckhoff Johannes Thingnes Bø Emil Hegle Svendsen                 | 1h08'55"2 16'16"9 16'55"1 17'24"4 18'18"8 | 12 (5+7) 3 (2+1) 6 (2+4) 1 (0+1) 2 (1+1) | +20"9    |
| Bronzo  | 2  | Italia Lisa Vittozzi Dorothea Wierer Lukas Hofer Dominik Windisch                           | 1h09'01"2 15'44"1 16'34"4 18'17"4 18'25"3 | 7 (1+6) 0 (0+0) 3 (0+3) 1 (0+1) 3 (1+2)  | +26"9    |
| 4       | 3  | Germania Vanessa Hinz Laura Dahlmeier Erik Lesser Arnd Peiffer                              | 1h09'01"5 15'46"3 16'02"3 18'14"7 18'58"2 | 8 (2+6) 0 (0+0) 1 (0+1) 6 (2+4)          | +27"2    |
| 5       | 11 | Bielorussia Nadzeja Skardzina Dar"ja Domračava Sjargej Bačarnikaŭ Uladzimir Čapelin         | 1h09'29"8 16'10"7 16'10"5 18'29"8 18'38"8 | 3 (2+1) 0 (0+0) 1 (0+1) 1 (1+0)          | +55"5    |
| 6       | 8  | Finlandia Laura Toivanen Kaisa Mäkäräinen Tero Seppälä Olli Hiidensalo                      | 1h09'38"2 16'46"6 16'01"2 18'30"6 18'19"8 | 3 (1+2) 1 (0+1) 0 (0+0) 2 (1+1) 0 (0+0)  | +1'03"9  |
| 7       | 10 | Ucraina Iryna Varvynec' Julija Džyma Dmytro Pidručnyj Artem Pryma                           | 1h09'46"4 16'18"6 16'29"6 18'22"9 18'35"3 | 5 (3+2) 1 (1+0) 2 (1+1) 1 (0+1)          | +1'12"1  |
| 8       | 13 | Rep. Ceca Veronika Vítková Markéta Davidová Ondřej Moravec Michal Krčmář                    | 1h10'13"6 16'07"4 16'54"6 18'24"4 18'47"2 | 8 (5+3) 3 (2+1) 3 (3+0) 1 (0+1)          | +1'39"3  |
| 9       | 6  | Atleti Olimpici dalla Russia Ul'ijana Kaiševa Tat'jana Akimova Anton Babikov Matvej Eliseev | 1h10'49"1 16'20"9 16'41"9 18'16"9 19'29"4 | 10 (6+4) 3 (2+1) 1 (0+1) 2 (1+1) 4 (3+1) | +2'14"8  |
| 10      | 18 | Austria Lisa Hauser Katharina Innerhofer Simon Eder Julian Eberhard                         | 1h10'56"3 16'53"8 17'09"9 18'11"5 18'41"1 | 14 (6+8) 4 (1+3) 5 (2+3) 1 (1+0) 4 (2+2) | +2'22"0  |
| 11      | 5  | Svezia Mona Brorsson Hanna Öberg Jesper Nelin Fredrik Lindström                             | 1h11'07"5 17'37"5 16'23"7 18'29"5 18'36"8 | 10 (2+8) 5 (0+5) 1 (0+1) 3 (2+1) 1 (0+1) | +2'33"2  |
| 12      | 15 | Canada Rosanna Crawford Julia Ransom Brendan Green Christian Gow                            | 1h11'11"0 16'18"8 17'14"5 18'57"9 18'39"8 | 9 (2+7) 2 (1+1) 2 (0+2) 3 (1+2) 2 (0+2)  | +2'36"7  |
| 13      | 9  | Svizzera Elisa Gasparin Lena Häcki Benjamin Weger Serafin Wiestner                          | 1h11'31"4 16'48"1 17'21"8 18'02"7 19'18"8 | 14 (7+7) 4 (1+3) 6 (4+2) 1 (1+0) 3 (1+2) | +2'57"1  |
| 14      | 12 | Slovenia Urška Poje Anja Eržen Klemen Bauer Jakov Fak                                       | 1h11'55"6 16'55"3 17'59"5 18'05"0 18'55"8 | 8 (0+8) 2 (0+2) 4 (0+4) 0 (0+0) 2 (0+2)  | +3'21"3  |
| 15      | 19 | Stati Uniti Susan Dunklee Joanne Reid Tim Burke Lowell Bailey                               | 1h12'05"4 16'07"9 18'50"7 18'29"1 18'37"7 | 12 (3+9) 2 (2+0) 6 (0+6) 3 (0+3) 1 (1+0) | +3'31"1  |
| 16      | 14 | Polonia Magdalena Gwizdoń Kamila Żuk Andrzej Nędza-Kubiniec Grzegorz Guzik                  | 1h12'17"9 16'10"0 16'38"8 19'39"3 19'49"8 | 8 (4+4) 1 (1+0) 2 (0+2) 1 (0+1) 4 (3+1)  | +3'43"6  |
| 17      | 16 | Bulgaria Emilia Jordanova Daniela Kadeva Krasimir Anev Vladimir Iliev                       | 1h12'31"7 16'49"9 17'46"0 18'56"2 18'59"6 | 11 (7+4) 1 (1+0) 3 (2+1) 4 (1+3) 3 (3+0) | +3'57"4  |
| 18      | 20 | Kazakistan Galina Višnevskaja Alina Rajkova Roman Erëmin Maksim Braun                       | 1h14'13"7 16'09"1 17'39"5 20'12"0 20'13"1 | 10 (7+3) 1 (0+1) 6 (6+0) 2 (1+1)         | +5'39"4  |
| 19      | 17 | Lituania Natalija Kočergina Diana Rasimovičiūtė Tomas Kaukėnas Vytautas Strolia             | LAP 18'16"3 LAP -                         | 8 (4+4) 6 (2+4) 2 (2+0) -                | -        |
| 20      | 4  | Slovacchia Paulína Fialková Anastasija Kuz'mina Matej Kazár Martin Otčenáš                  | LAP 21'33"9 LAP -                         | 15 (10+5) 11 (7+4) 4 (3+1) -             | -        |